# Mustamäe
Mustamäe est un quartier du district de  Mustamäe à Tallinn en Estonie.

## Description
En 2019, Mustamäe compte 49 646 habitants.
Sa superficie  est de 4,41 km2.
Les quartiers limitrophes de Mustamäe sont Siili, Tondi, Järve, Rahumäe, Nõmme et Vana-Mustamäe.
Les rues du quartier sont : Akadeemia tee, Ehitajate tee, Herilase tänav, Kadaka tee, Keskuse tänav, Lepatriinu tänav, Mustamäe tee, Männiliiva tänav, Raja tänav, Retke tee, Sõpruse puiestee, Juhan Sütiste tee, A. H. Tammsaare tee, Tervise tänav, Eduard Vilde tee et Üliõpilaste tee.

## Population
| 2008   | 2010   | 2011   | 2012   | 2013   | 2014   |
| ------ | ------ | ------ | ------ | ------ | ------ |
| 50 030 | 49 834 | 49 654 | 49 021 | 49 303 | 50 497 |

| 2015   | 2016   | 2017   | 2018   | 2019   | 2020   |
| ------ | ------ | ------ | ------ | ------ | ------ |
| 50 688 | 51 315 | 51 293 | 51 417 | 49 646 | 49 261 |

| 2021   | 2022   | - | - | - | - |
| ------ | ------ | - | - | - | - |
| 48 781 | 48 085 | - | - | - | - |

## Transports
Les lignes de bus n° 9, 10, 11, 12, 13, 17, 17A, 20, 20A, 26, 26A, 27, 28, 33, 36, 61, 72 et les lignes de trolleybus n° 3 et 4 circulent dans le quartier.

## Lieux et monuments
Au nord-ouest du quartier se trouve le dernier vestige de la forêt de Kadaka (Kadaka mets), qui était autrefois beaucoup plus grande. Au sud, à la frontière avec le quartier de Rahumäe, se trouve la forêt de Rahumäe (Rahumäe mets). Au milieu du quartier se trouve le parc Männi avec un kiosque à musique où se produisent régulièrement des chorales et le parc Lepistik.
Le quartier compte cinq établissements d'enseignement secondaire. L'un d'entre eux est le lycée allemand (Tallinna Saksa Gümnaasium), où, outre les cours en estonien, des cours sont également dispensés en allemand. De plus, l'anglais est obligatoire et les étudiants peuvent également apprendre le russe, le suédois et le français.
L'Hôpital régional du nord de l'Estonie est basé dans le quartier.

## Galerie

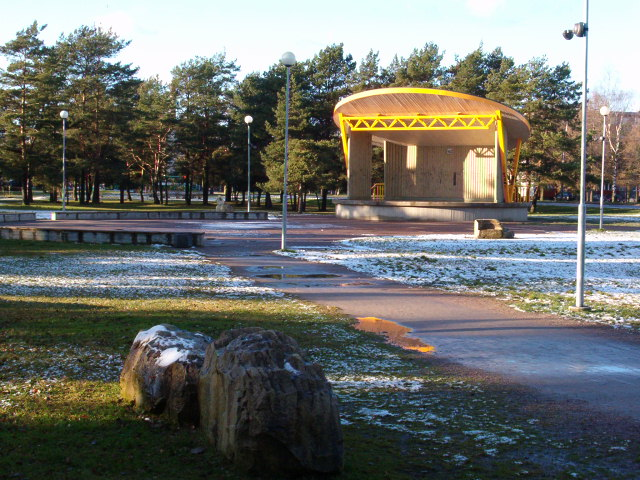
Parc Männi park
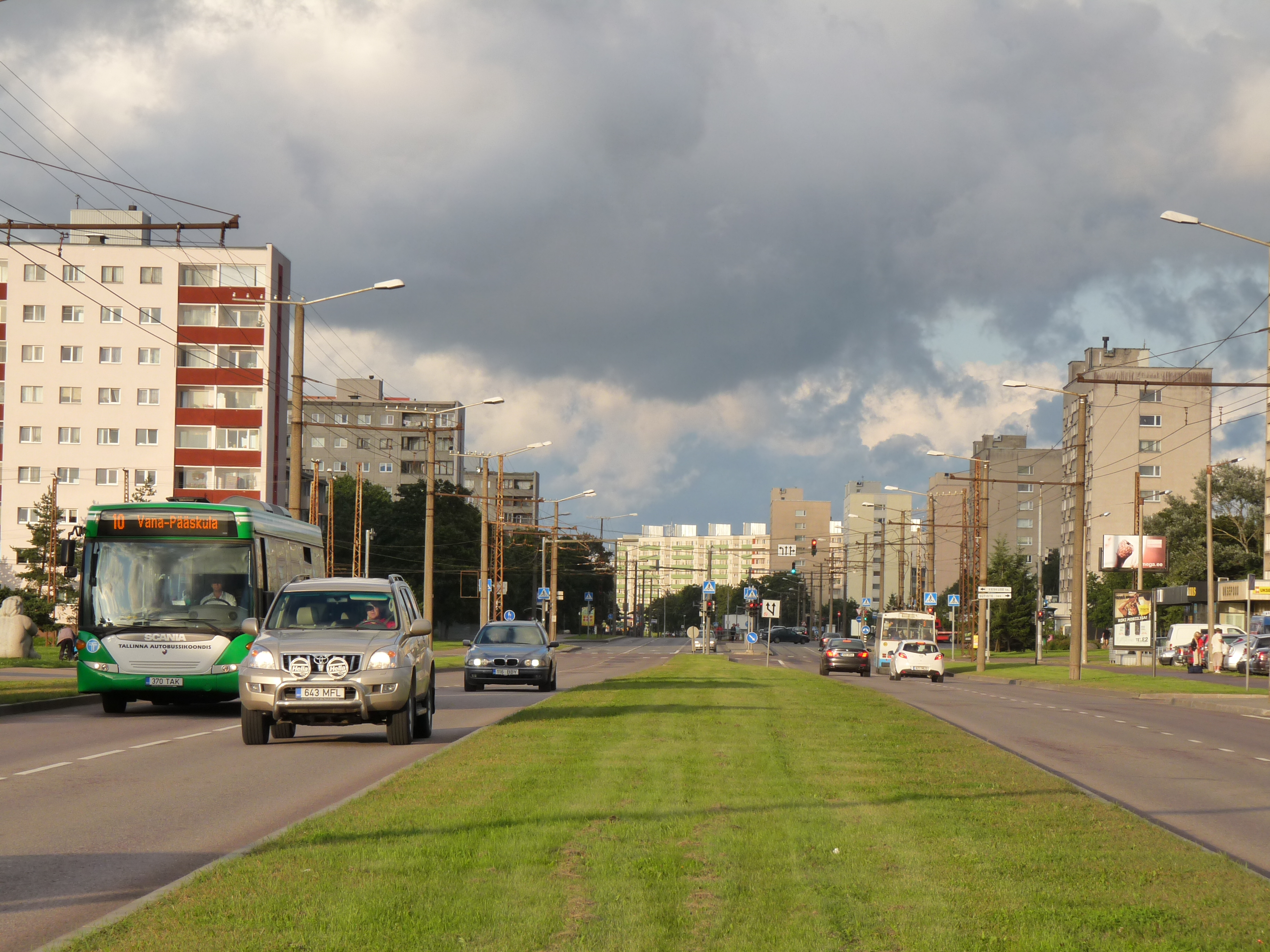
Rue Sõpruse
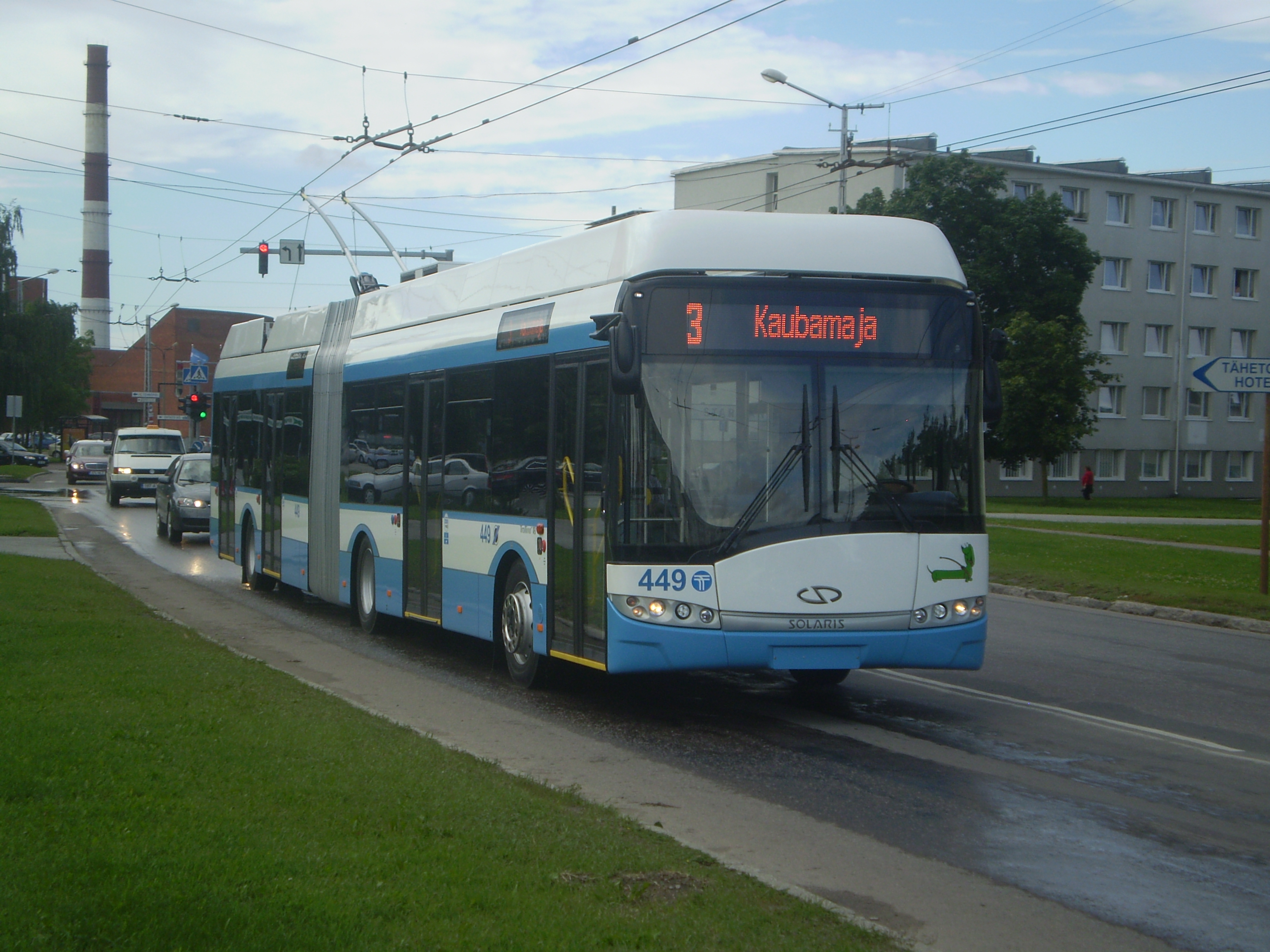
Rue Akadeemia
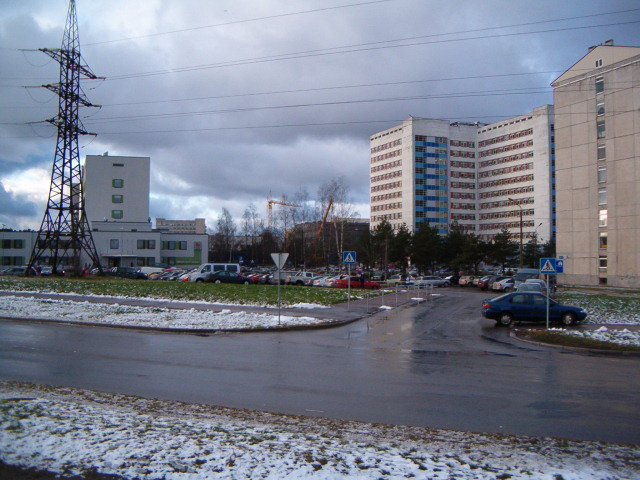
Hôpital de Mustamäe
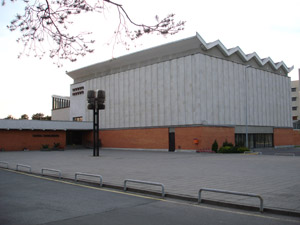
Bâtiment principal de l'Université de technologie de Tallinn.
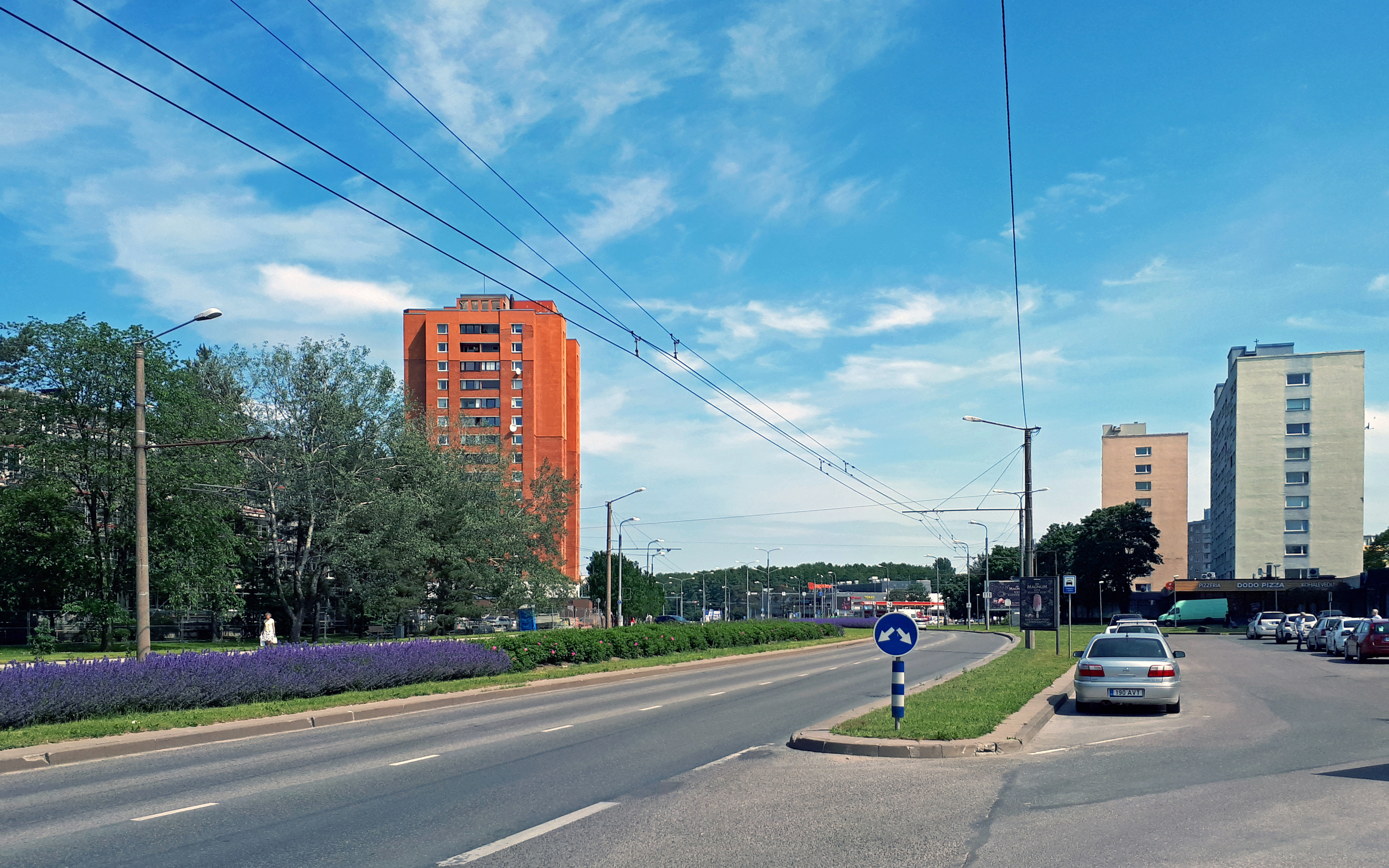
Rue Sõpruse.
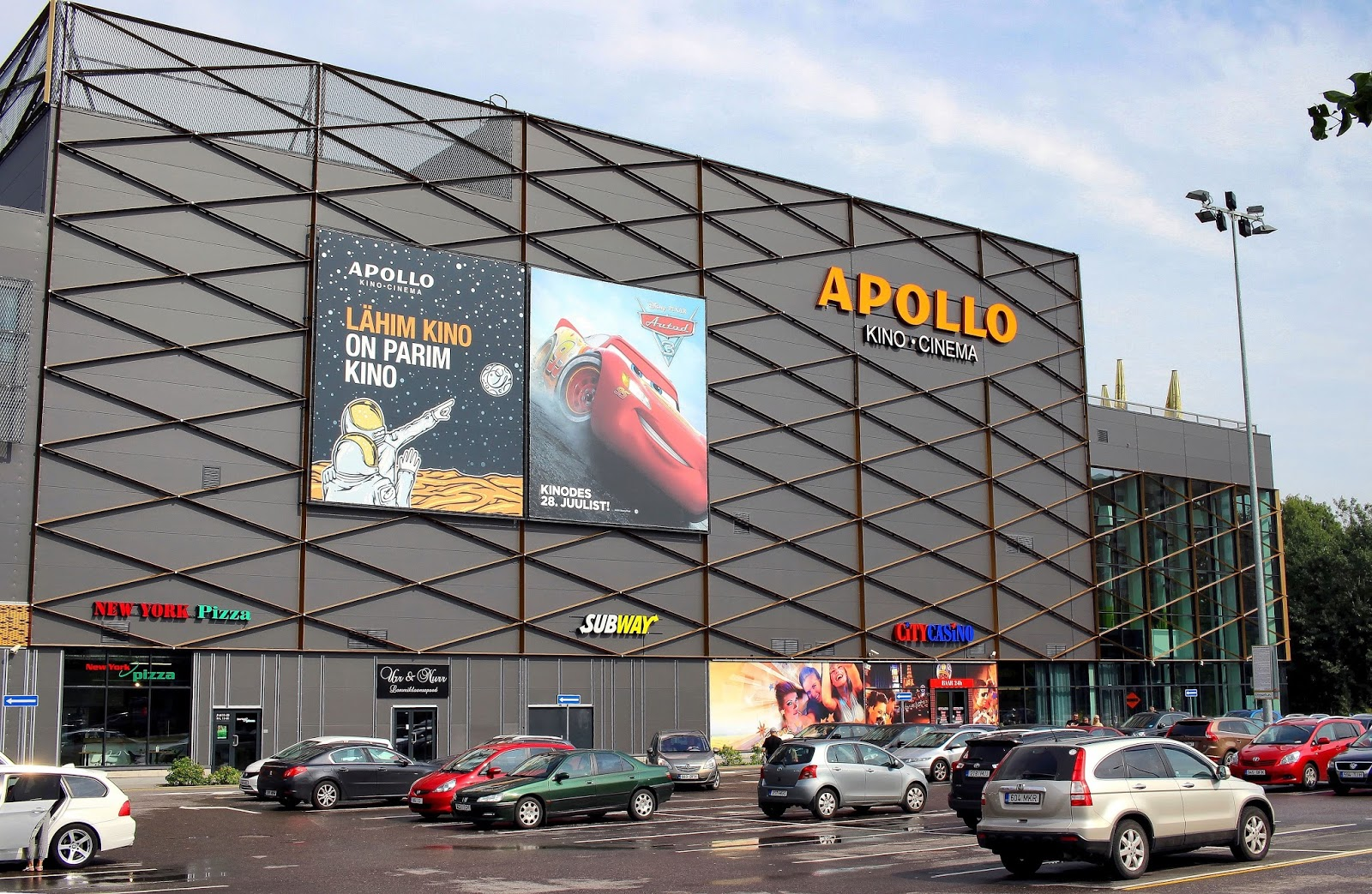
Cinéma Apollo
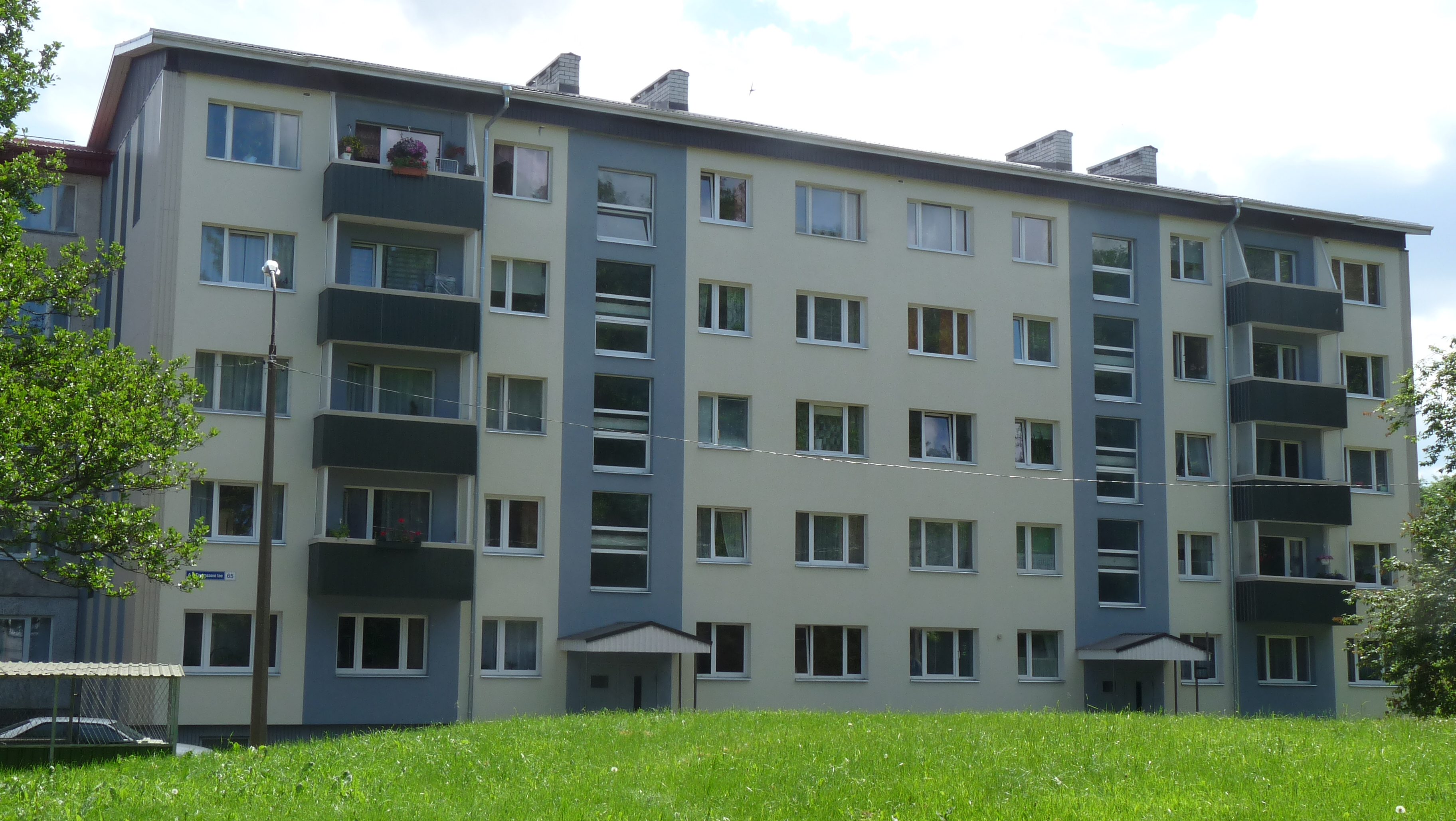
A. H. Tammsaare tee 65.
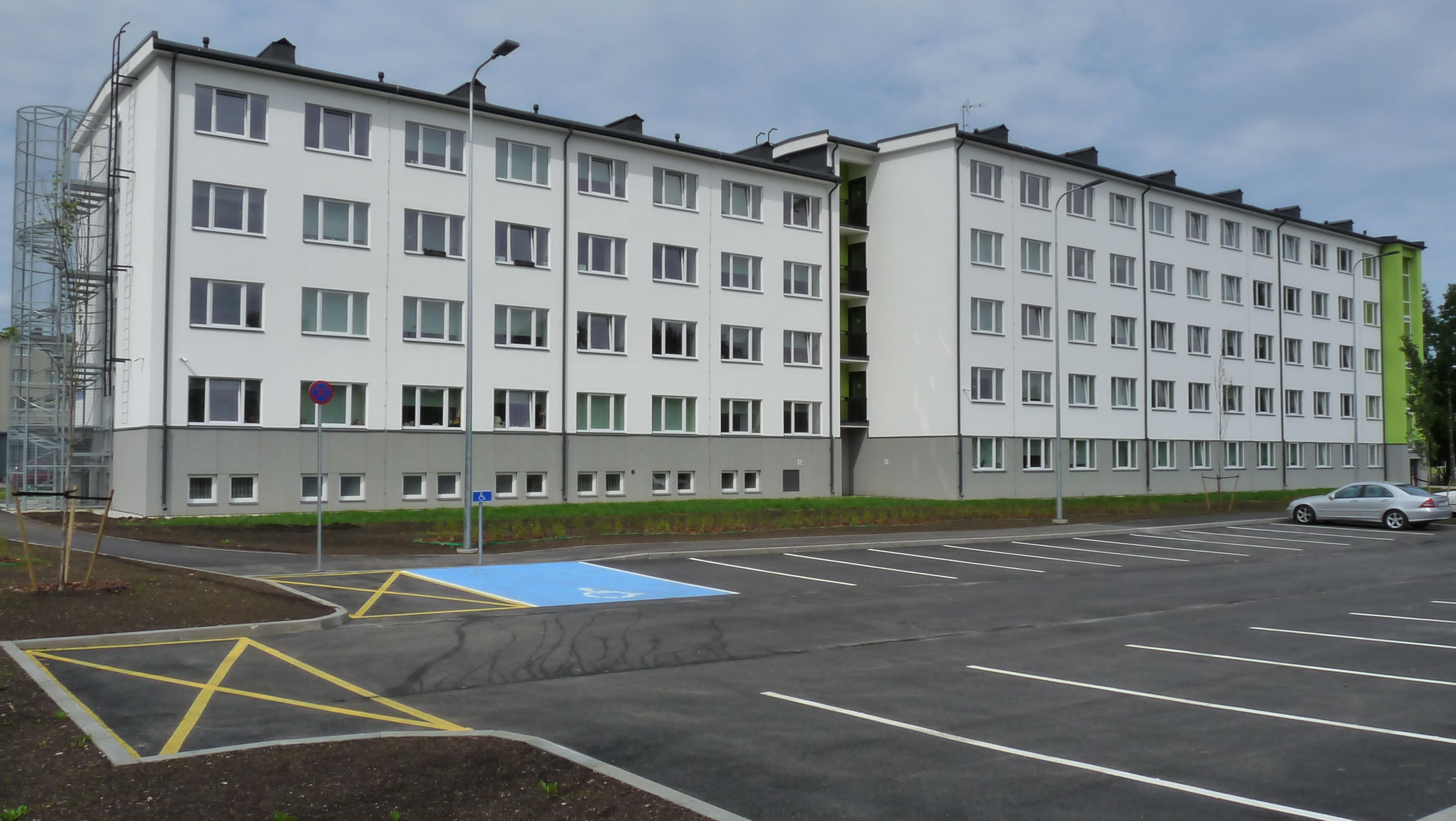
Akadeemia tänav.
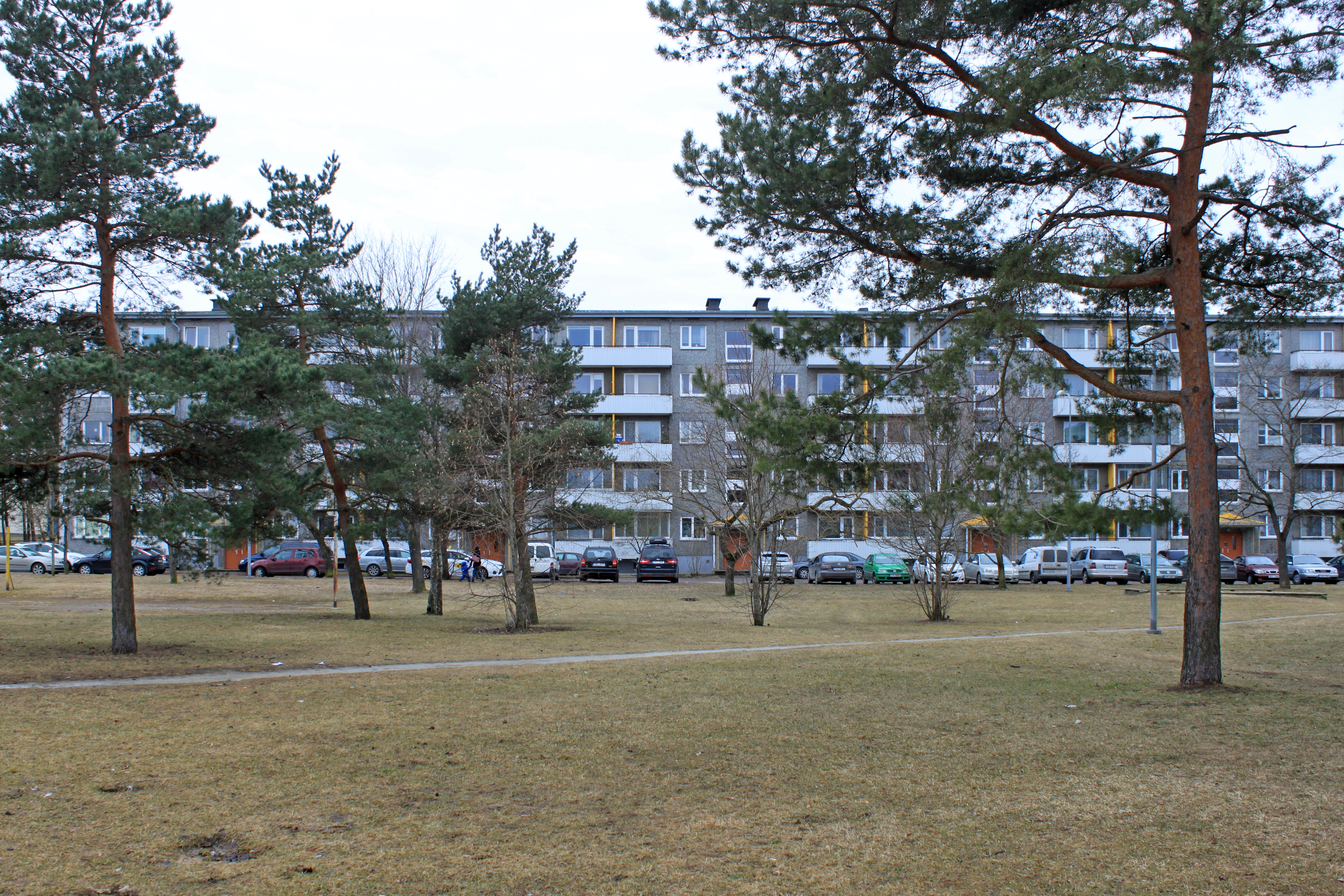
Sõpruse 235.